# Živinice (Priboj)
Pour les articles homonymes, voir Živinice.
Živinice (en serbe cyrillique : Живинице) est un village de Serbie situé dans la municipalité de Priboj, district de Zlatibor. Au recensement de 2011, il comptait 99 habitants.

## Démographie

### Évolution historique de la population
| 1948 | 1953 | 1961 | 1971 | 1981 | 1991 | 2002 | 2011 |
| ---- | ---- | ---- | ---- | ---- | ---- | ---- | ---- |
| 214  | 214  | 217  | 208  | 212  | 221  | 118  | 99   |

|  |